# Championnat d'Égypte de football 1991-1992
Navigation
Saison précédente Saison suivante
La saison 1991-1992 du Championnat d'Égypte de football est la 35e édition du championnat de première division égyptien. Quatorze clubs égyptiens prennent part au championnat organisé par la fédération. Les équipes sont regroupées au sein d'une poule unique où elles rencontrent leurs adversaires deux fois, à domicile et à l'extérieur.
À l'issue du championnat, les quatre derniers du classement sont relégués et remplacés par les quatre meilleures équipes de D2.
C'est le club du Zamalek SC qui remporte la compétition, après avoir terminé en tête du classement final, avec trois points d'avance sur le tenant du titre, l'Ismaily SC et sept sur Ghazl El Mahallah. C'est le 7e titre de champion d'Égypte de l'histoire du club.

## Les clubs participants
| - Al Ahly SC - Zamalek SC - Ittihad Alexandrie - Ismaily SC - Al Olympi - Arsenal Le Caire - Promu de D2 - Al Sekka Al Hadid | - Ala'ab Damanhour - Promu de D2 - Al Mareekh FC - Al-Qanat Suez - Promu de D2 - Al-Moqaouloun - Al-Masry Club - Ghazl El Mahallah - Al Mansourah Sporting Club |

## Compétition

### Classement
Le classement est établi sur le barème de points classique (victoire à 3 points, match nul à 1, défaite à 0).
| Rang | Équipe                     | Pts | J  | G  | N  | P  | Bp | Bc | Diff |
| ---- | -------------------------- | --- | -- | -- | -- | -- | -- | -- | ---- |
| 1    | Zamalek SC                 | 40  | 26 | 15 | 10 | 1  | 36 | 7  | +29  |
| 2    | Ismaily SC T               | 37  | 26 | 13 | 11 | 2  | 27 | 12 | +15  |
| 3    | Ghazl El Mahallah          | 33  | 26 | 11 | 11 | 4  | 27 | 11 | +16  |
| 4    | Al Ahly SC C               | 30  | 26 | 10 | 10 | 6  | 25 | 14 | +11  |
| 5    | Al Olympi                  | 29  | 26 | 9  | 11 | 6  | 34 | 21 | +13  |
| 6    | Al-Masry Club              | 25  | 26 | 8  | 9  | 9  | 26 | 22 | +4   |
| 7    | Ittihad Alexandrie         | 24  | 26 | 6  | 12 | 8  | 12 | 23 | -11  |
| 8    | Al Qanat Suez P            | 23  | 26 | 7  | 9  | 10 | 21 | 30 | -9   |
| 9    | Al Merreikh FC             | 23  | 26 | 5  | 13 | 8  | 14 | 25 | -11  |
| 10   | Al-Moqaouloun              | 22  | 26 | 6  | 10 | 10 | 12 | 15 | -3   |
| 11   | Al Sekka Al Hadid          | 22  | 26 | 4  | 14 | 8  | 16 | 26 | -10  |
| 12   | Ala'ab Damanhour P         | 20  | 26 | 6  | 8  | 12 | 12 | 26 | -14  |
| 13   | Arsenal Le Caire P         | 18  | 26 | 2  | 14 | 10 | 16 | 28 | -12  |
| 14   | Al Mansourah Sporting Club | 18  | 26 | 2  | 14 | 10 | 11 | 29 | -18  |

| Légende : Qualifications et relégations | Légende : Qualifications et relégations                                |
| --------------------------------------- | ---------------------------------------------------------------------- |
|                                         | Qualification pour la Coupe d'Afrique des clubs champions 1993         |
|                                         | Qualification pour la Coupe des Coupes 1993                            |
|                                         | Participation au barrage de relégation                                 |
|                                         | Relégation directe en deuxième division                                |
|                                         | T : Tenant du titre C : Vainqueur de la Coupe d'Égypte P : Promu de D2 |

### Matchs

#### Barrage de relégation
Les clubs d'Al-Moqaouloun et Al Sekka Al Hadid ont terminé ex æquo à la 10e place, la dernière de non-relégable. Un barrage sous forme de matchs aller et retour est organisé entre les deux formations.
| Équipe 1          | Résultat      | Équipe 2      | Aller | Retour |
| ----------------- | ------------- | ------------- | ----- | ------ |
| Al Sekka Al Hadid | 0 - 0 5-4 tab | Al-Moqaouloun | 0 - 0 | 0 - 0  |

## Bilan de la saison
| Championnat d'Égypte de football 1991-1992 |                            |
| Champion                                   | Zamalek SC (7e titre)      |
| Coupes et trophées                         |                            |
| Vainqueur de la Coupe d'Égypte 1991-1992   | Al Ahly SC                 |
| Qualifications continentales               |                            |
| Coupe d'Afrique des clubs champions 1993   | Zamalek SC                 |
| Coupe des Coupes 1993                      | Al Ahly SC                 |
| Promotions et relégations                  |                            |
| Promus en Egyptian Premier League          | Tanta FC                   |
| Promus en Egyptian Premier League          | Meniya Club                |
| Promus en Egyptian Premier League          | Gomhuriat Shebin           |
| Promus en Egyptian Premier League          | Baladiyyat El Mahallah     |
| Relégués en Egyptian Second League         | Al-Moqaouloun              |
| Relégués en Egyptian Second League         | Ala'ab Damanhour           |
| Relégués en Egyptian Second League         | Arsenal Le Caire           |
| Relégués en Egyptian Second League         | Al Mansourah Sporting Club |